# Kédange-sur-Canner
Pour les articles homonymes, voir Canner (homonymie).
Ne doit pas être confondu avec Koedange.
Kédange-sur-Canner [kedɑ̃ʒ syʁ kanɛʁ] est une commune française située dans le département de la Moselle en région Grand Est.

## Géographie

### Localisation
La commune se situe dans le site inscrit de la vallée de la Canner, dans le département français de la Moselle, à proximité de Thionville.

### Communes limitrophes
Les communes limitrophes sont  Buding, Hombourg-Budange, Klang et Metzeresche.
| Buding      | Veckring           | Klang    |
| Metzervisse | Kédange-sur-Canner | Kemplich |
| Metzeresche | Hombourg-Budange   |          |

### Hydrographie

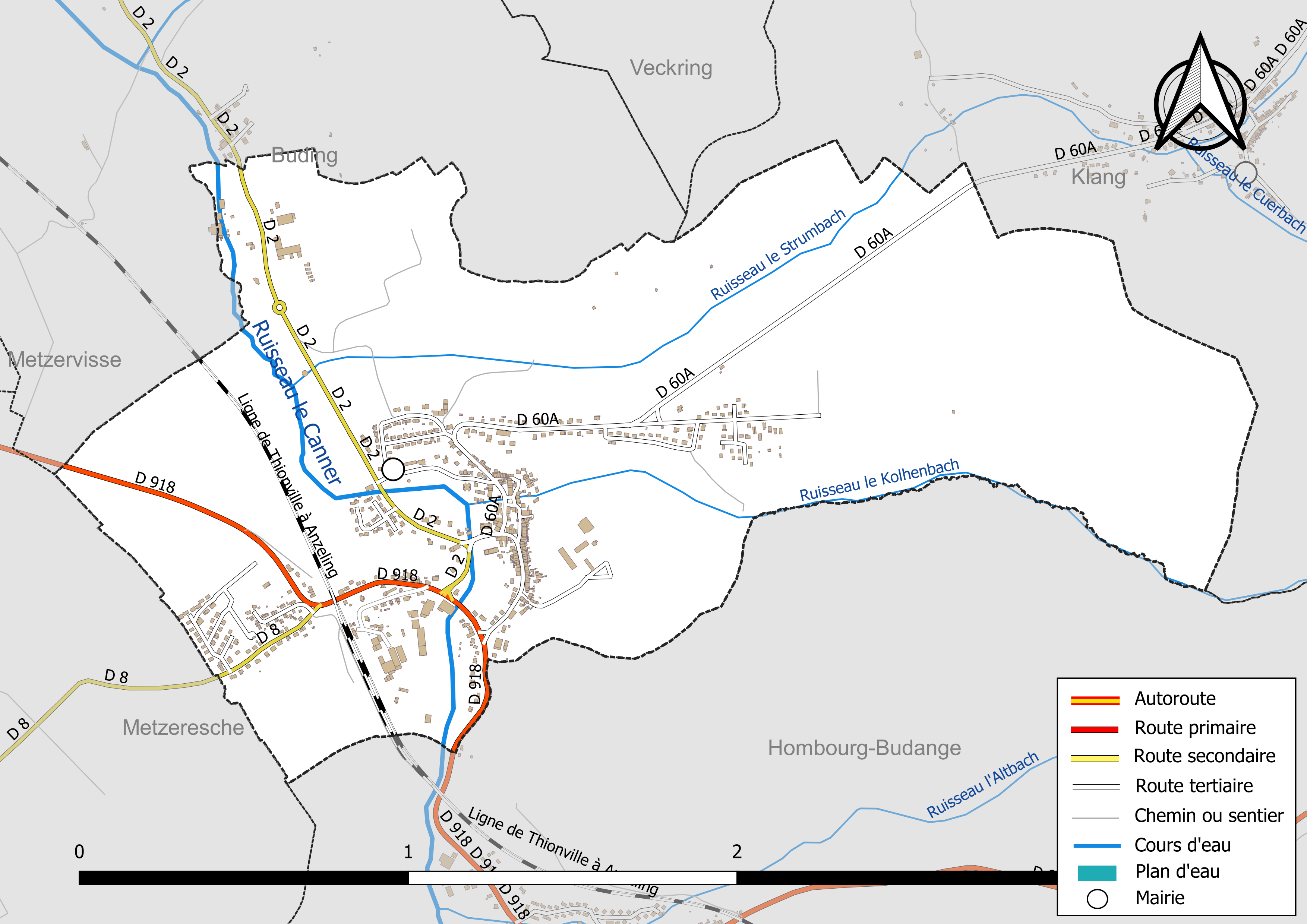
Réseaux hydrographique et routier de Kédange-sur-Canner.

La commune est située dans le bassin versant du Rhin au sein du bassin Rhin-Meuse. Elle est drainée par le ruisseau le Canner, le ruisseau le Kolhenbach et le ruisseau le Strumbach.
Le Canner, d'une longueur totale de 29,4 km, prend sa source dans la commune de Vry et se jette  dans la Moselle à Kœnigsmacker, après avoir traversé onze communes.
La qualité des eaux des principaux cours d’eau de la commune, notamment du ruisseau le Canner, peut être consultée sur un site dédié géré par les agences de l’eau et l’Agence française pour la biodiversité.

### Climat
Pour des articles plus généraux, voir Climat du Grand Est et Climat de la Moselle.
En 2010, le climat de la commune est de type climat des marges montargnardes, selon une étude du Centre national de la recherche scientifique s'appuyant sur une série de données couvrant la période 1971-2000. En 2020, Météo-France publie une typologie des climats de la France métropolitaine dans laquelle la commune est exposée à un climat semi-continental et est dans la région climatique Lorraine, plateau de Langres, Morvan, caractérisée par un hiver rude (1,5 °C), des vents modérés et des brouillards fréquents en automne et hiver.
Pour la période 1971-2000, la température annuelle moyenne est de 9,4 °C, avec une amplitude thermique annuelle de 16,9 °C. Le cumul annuel moyen de précipitations est de 789 mm, avec 12,1 jours de précipitations en janvier et 9,2 jours en juillet. Pour la période 1991-2020, la température moyenne annuelle observée sur la station météorologique de Météo-France la plus proche, « Malancourt », sur la commune d'Amnéville à 15 km à vol d'oiseau, est de 10,2 °C et le cumul annuel moyen de précipitations est de 884,1 mm. 
La température maximale relevée sur cette station est de 39,3 °C, atteinte le 25 juillet 2019 ; la température minimale est de −17,9 °C, atteinte le 5 janvier 1985,,.
Les paramètres climatiques de la commune ont été estimés pour le milieu du siècle (2041-2070) selon différents scénarios d'émission de gaz à effet de serre à partir des nouvelles projections climatiques de référence DRIAS-2020. Ils sont consultables sur un site dédié publié par Météo-France en novembre 2022.

## Urbanisme

### Typologie
Au 1er janvier 2024, Kédange-sur-Canner est catégorisée bourg rural, selon la nouvelle grille communale de densité à sept niveaux définie par l'Insee en 2022.
Elle est située hors unité urbaine. Par ailleurs la commune fait partie de l'aire d'attraction de Luxembourg (partie française), dont elle est une commune de la couronne,. Cette aire, qui regroupe 115 communes, est catégorisée dans les aires de 700 000 habitants ou plus (hors Paris),.

### Occupation des sols

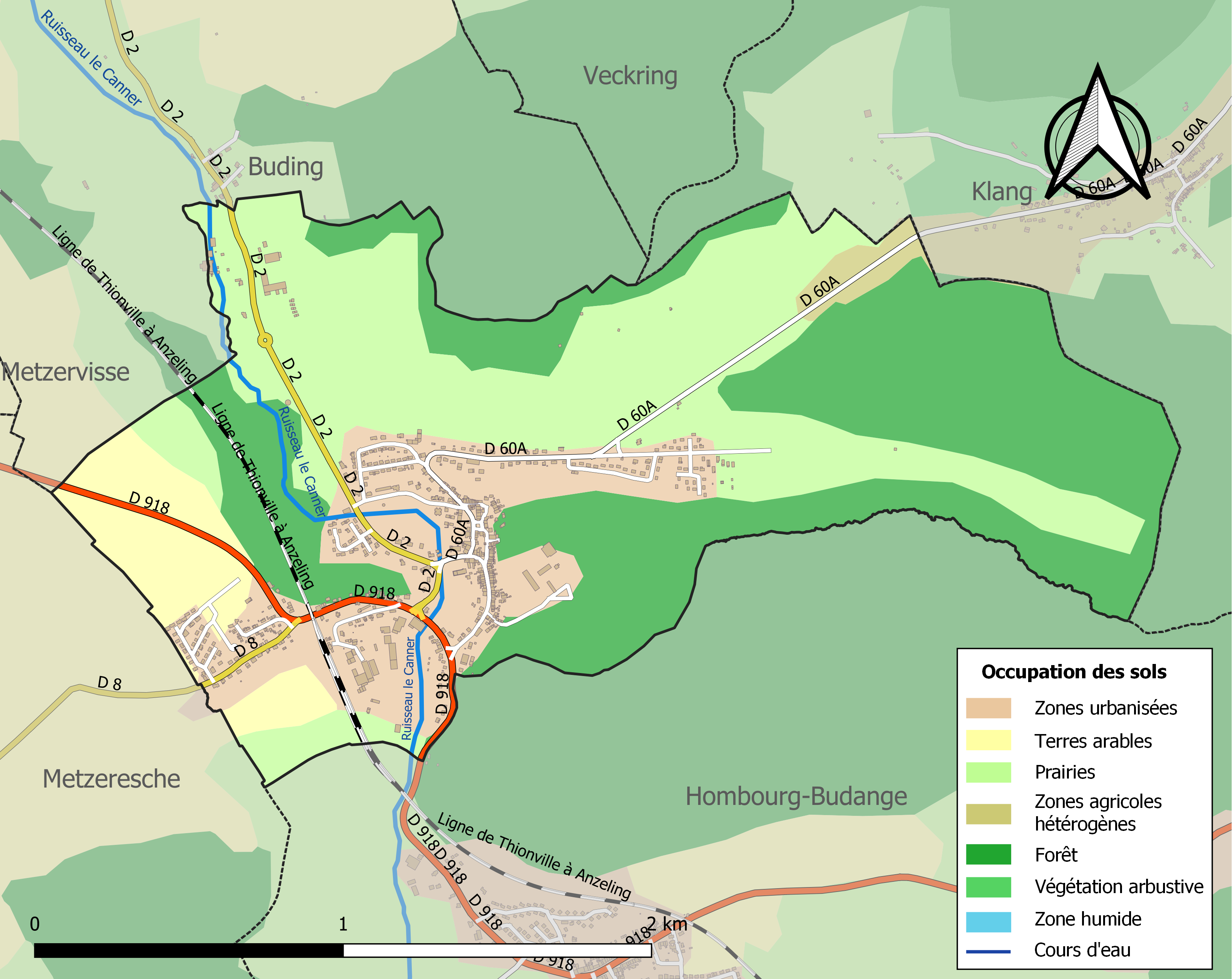
Carte des infrastructures et de l'occupation des sols de la commune en 2018 (CLC).

L'occupation des sols de la commune, telle qu'elle ressort de la base de données européenne d’occupation biophysique des sols Corine Land Cover (CLC), est marquée par l'importance des territoires agricoles (42,7 % en 2018), en diminution par rapport à 1990 (48,7 %). La répartition détaillée en 2018 est la suivante : 
forêts (38,5 %), prairies (33,8 %), zones urbanisées (18,8 %), terres arables (7,4 %), zones agricoles hétérogènes (1,5 %). L'évolution de l’occupation des sols de la commune et de ses infrastructures peut être observée sur les différentes représentations cartographiques du territoire : la carte de Cassini (XVIIIe siècle), la carte d'état-major (1820-1866) et les cartes ou photos aériennes de l'IGN pour la période actuelle (1950 à aujourd'hui).

### Habitat et logement
En 2020, le nombre total de logements dans la commune était de 502, alors qu'il était de 459 en 2015 et de 446 en 2010.
Parmi ces logements, 90,7 % étaient des résidences principales, 0,4 % des résidences secondaires et 8,9 % des logements vacants. Ces logements étaient pour 84 % d'entre eux des maisons individuelles et pour 16 % des appartements.
Le tableau ci-dessous présente la typologie des logements à Kédange-sur-Canner en 2020 en comparaison avec celle de la Moselle et de la France entière. Une caractéristique marquante du parc de logements est ainsi une proportion de résidences secondaires et logements occasionnels (0,4 %) inférieure à celle du département (2,2 %) et à celle de la France entière (9,7 %). Concernant le statut d'occupation de ces logements, 79,3 % des habitants de la commune sont propriétaires de leur logement (81 % en 2015), contre 59,8 % pour la Moselle et 57,5 pour la France entière.
| Typologie                                               | Kédange-sur-Canner | Moselle | France entière |
| ------------------------------------------------------- | ------------------ | ------- | -------------- |
| Résidences principales (en %)                           | 90,7               | 88,6    | 82,1           |
| Résidences secondaires et logements occasionnels (en %) | 0,4                | 2,2     | 9,7            |
| Logements vacants (en %)                                | 8,9                | 9,2     | 8,2            |

### Voies de communication et transports

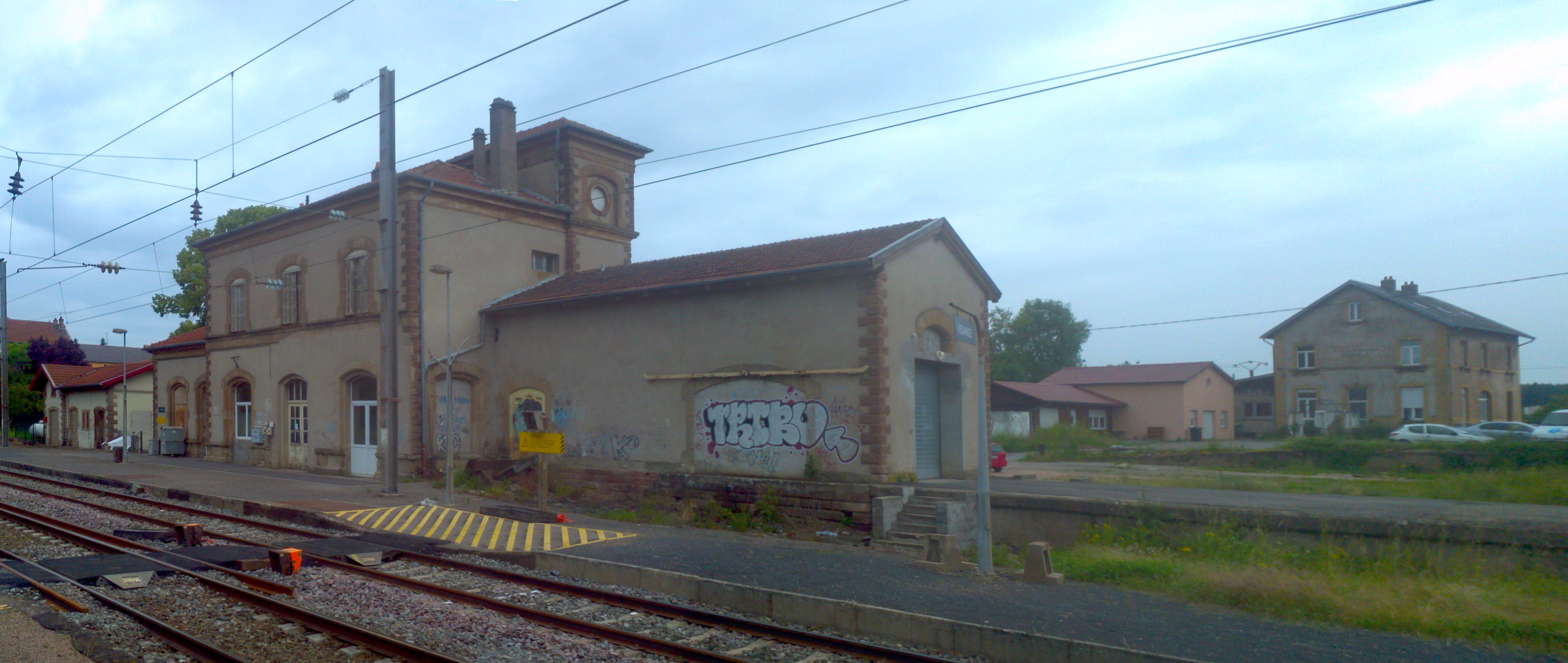
La gare en 2013.

La gare de Kédange, située sur la ligne de Thionville à Anzeling, est une halte ferroviaire desservie par les trains TER Grand Est qui effectuent des missions entre les gares de Thionville et de Bouzonville.

## Toponymie
Kédange-sur-Canner est la seule commune de la vallée de la Canner à porter le nom de cette rivière.
- Ketinga (888), Katenges (1259), Keding (1300), Kedinga (1408), Kethinga (1544), Kadingen (1560 et 1594), Gedingen (XVIIe siècle), Kaiding (1682), Kadung (D. Cal. not. Lorr.), Kaidange (1693 et 1793), Kedingen (1940-1944), Kédange-sur-Canner (1947).
- Kédange-sur-Canner se trouve dans une couche toponymique géographique de toponymes germaniques[15],[16],[17].
- Le vieux haut allemand ketina peut se traduire, entre autres, par « boucle »[18], dans l'idée que la route principale forme une boucle[réf. nécessaire].

Le suffixe -ange est la forme donnée (renommage administratif) à la place du suffixe germanique -ing (« domaine »[réf. nécessaire]), lors de l'avancée du Duché de Bar vers 1200. Le nom des villages ayant leur finale en -ing ou -ingen a été francisé par onomatopée en -ange.
En allemand, la commune est dénommée Kehdingen, en francique lorrain : Kedéngen et Kiedéngen.

## Histoire
- Ancien domaine de l'abbaye de Saint-Arnoul, Kédange était le siège d'un archiprêtré dépendant de l'archidiaconé de Marsal. La paroisse de Kédange avait Hombourg pour annexe et dépendait de la Chartreuse de Rettel.
- Il y avait à Kédange un fief mouvant du duché de Lorraine, avec haute, moyenne et basse justice sous la prévôté et « landschultesserie » de Sierck.
- achetée par le seigneur de Hombourg en 1680, puis par la France en 1697.

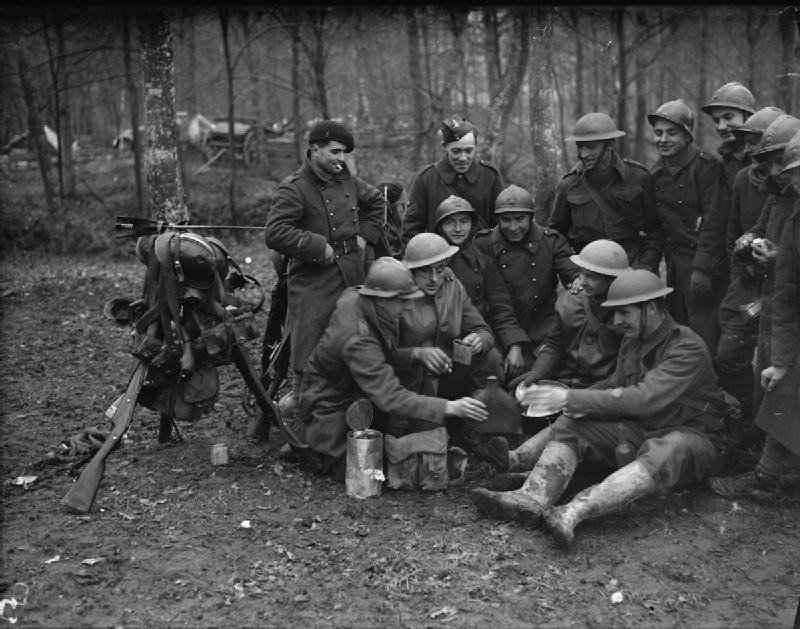
Au début de la Seconde Guerre mondiale, durant la Drôle de guerre, des soldats britanniques et français fêtent Noël le 21 décembre 1939.

### Époque contemporaine
Le village est rattaché à la commune de Hombourg-Budange de 1811 à 1902.
En 1882, la gare de Kédange est mise en service par la direction générale impériale des chemins de fer d'Alsace-Lorraine sur la ligne de Thionville à Anzeling, facilitant les déplacements des personnes et le transport des marchandises.
Au XXe siècle, une plâtrière est exploitée à Kédange, suscitant la création d'une cité ouvrière en 1920.
Le 4 septembre 1945, la gare de Kédange est le lieu d'une catastrophe ferroviaire : à la suite d'une erreur d'aiguillage, un train conduisant des soldats français vers la Sarre entre en collision avec une rame chargée de pierres à chaux. Six wagons-citernes explosent, provoquant la mort de quarante et une personnes dont vingt-neufs soldats originaires de Corrèze.

## Politique et administration

### Rattachements administratifs et électoraux

#### Rattachements administratifs
La commune se trouve dans l'arrondissement de Thionville du département de la Moselle.
Elle faisait partie de 1801 à 1871 du canton de Thionville, puis, à compter de cette date, du canton allemand puis français de Thionville-Est. Dans le cadre du redécoupage cantonal de 2014 en France, cette circonscription administrative territoriale a disparu, et le canton n'est plus qu'une circonscription électorale.

#### Rattachements électoraux
Pour les élections départementales, la commune fait partie depuis 2014 du canton de Metzervisse
Pour l'élection des députés, elle fait partie de la neuvième circonscription de la Moselle.

### Intercommunalité
Kédange-sur-Canner est membre de la communauté de communes de l'Arc Mosellan, un établissement public de coopération intercommunale (EPCI) à fiscalité propre créé en 2004 et auquel la commune a transféré un certain nombre de ses compétences, dans les conditions déterminées par le code général des collectivités territoriales.

### Liste des maires
| Période                                  | Période                       | Identité          | Étiquette | Qualité                                                                                  |
| ---------------------------------------- | ----------------------------- | ----------------- | --------- | ---------------------------------------------------------------------------------------- |
| Les données manquantes sont à compléter. |                               |                   |           |                                                                                          |
| mars 1971                                | mars 1995                     | Pierre Keller     |           |                                                                                          |
| mars 1995                                | mars 2008                     | Norbert Thinus    |           |                                                                                          |
| mars 2008                                | septembre 2023                | Jean Kieffer      |           | Cadre retraité, ancien suppléant du député Roland Metzinger (1997-2002) Mort en fonction |
| septembre 2023                           | En cours (au 16 février 2024) | Jennifer Haensler |           |                                                                                          |

## Équipements et services publics
La commune dispose de nombreux services : une mairie réaménagée en 2024, des écoles, un collège, une bibliothèque municipale,  une banque et une agence postale, des professionnels de santé et des commerces de proximité, un hôtel-restaurant,...

## Population et société

### Démographie
L'évolution du nombre d'habitants est connue à travers les recensements de la population effectués dans la commune depuis 1793. Pour les communes de moins de 10 000 habitants, une enquête de recensement portant sur toute la population est réalisée tous les cinq ans, les populations de référence des années intermédiaires étant quant à elles estimées par interpolation ou extrapolation. Pour la commune, le premier recensement exhaustif entrant dans le cadre du nouveau dispositif a été réalisé en 2004.

En 2022, la commune comptait 1 060 habitants, en évolution de −2,75 % par rapport à 2016 (Moselle : +0,52 %, France hors Mayotte : +2,11 %).
| 1793 | 1800 | 1806 | 1895 | 1900 | 1905 | 1910 | 1921 | 1926 |
| ---- | ---- | ---- | ---- | ---- | ---- | ---- | ---- | ---- |
| 363  | 388  | 357  | 410  | 413  | 445  | 493  | 437  | 540  |

| 1931 | 1936 | 1946 | 1954 | 1962 | 1968 | 1975 | 1982  | 1990  |
| ---- | ---- | ---- | ---- | ---- | ---- | ---- | ----- | ----- |
| 576  | 587  | 577  | 635  | 815  | 797  | 912  | 1 124 | 1 078 |

| 1999  | 2004  | 2006  | 2009  | 2014  | 2019  | 2022  | - | - |
| ----- | ----- | ----- | ----- | ----- | ----- | ----- | - | - |
| 1 036 | 1 122 | 1 128 | 1 079 | 1 069 | 1 080 | 1 060 | - | - |

Kédange est rattachée à Hombourg-Budange de 1811 à 1902, et sa population figure dans cette période dans les statistiques démographiques de sa commune de rattachement.

## Économie
L'économie de la commune est surtout tournée vers les services. Kédange-sur-Canner possède plusieurs commerces et entreprises (agence de publicité web et imprimerie, boulangerie, boucherie-charcuterie malheureusement fermé début 2017, hôtel-restaurant, salons de coiffure, magasin automobile, photographe, restaurant oriental kebab, gare, école maternelle, école primaire, collège, pompes funèbres, entreprises allo fioul, sémin, magasin perrin...).
L'agriculture détenait autrefois une place importante mais a beaucoup décliné, bien qu'elle garde encore une petite place au sein de l'économie de la commune.

## Culture locale et patrimoine

### Lieux et monuments
- passage d'une voie romaine.
- Église paroissiale Saint-Rémi, reconstruite en 1761, (date portée sur le tombeau du curé Pierre Stéphani remonté dans le mur Sud de la sacristie), dont il ne subsiste que la tour clocher. La nef et le chœur ont été reconstruits durant la 1re moitié du XIXe siècle. Christ de pitié en bois 1655. Trois cloches s'y trouvent[réf. nécessaire] :  
  - Cloche 1 Immaculée Conception Mib 3 1947 Diamètre : 1,20 m, Hauteur : 1,13 m, Épaisseur : 85 mm, Fondeur : Savoyarde Jeanne-d'Arc. Les fils de G Paccard à Annecy-le-Vieux, Poids : 1 060 kg, Parrains : Charles Dumont. Maire de Kedange. Constant Dilinger maire de Hombourg. Marraines : Mme Adelaine Ehrminger. Mme Ripplinger-Monty. Abbé Jean Gerard curé de Kédange-Hombourg. 1947. St-Rémy-baptisant-Clovis.
  - Cloche 2 St-Rémis Sol 3 1947, Diamètre : 0,96 m, Hauteur : 0,90 m, Épaisseur : 69 mm, Fondeur : Savoyarde Jeanne-d'Arc. Les fils de G Paccard à Annecy-le-Vieux, Poids : 540 kg, Parrains : Dr Alphonse Glad cons Gen de la Moselle. Alphonse Mouth. Marraines : Mile Marie Ritz. Mme Catherine Glode. Abbe lean Gerard curé de Kédange-Hombourg 1947.
  - Cloche 3 St Joseph Sib 3  1921, Diamètre : 0,80 m, Hauteur : 0,83 m, Épaisseur : 60 mm, Fondeur : Jules Robert Fondeur à Nancy, Poids : 314 kg aux frais de la commune de Hombourg Saint-Joseph, protège-nous toujours, maintenant et à l'heure de notre mort. Membres du conseil N.Grosse maire E.Dillenschneider J.Bauquet J. Casse N. Dellinger J Granthil Fr. Poinsignon I. Salcksteder Ch. Stock Ex Poinsignon Curé N. Mauss.
- Chapelle rue du Collège de Kédange-sur-Canner, 1656.

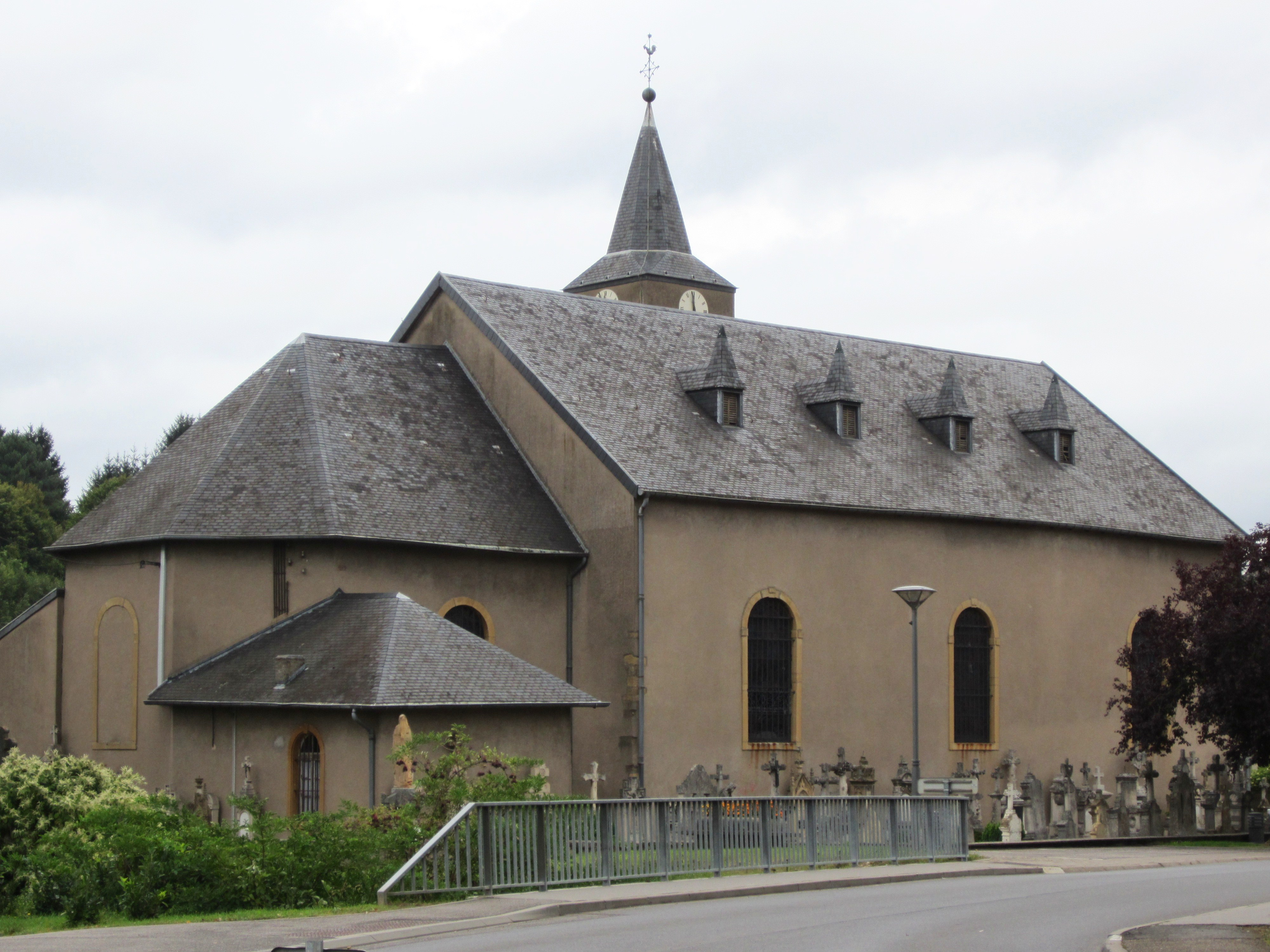
L'église Saint-Rémi
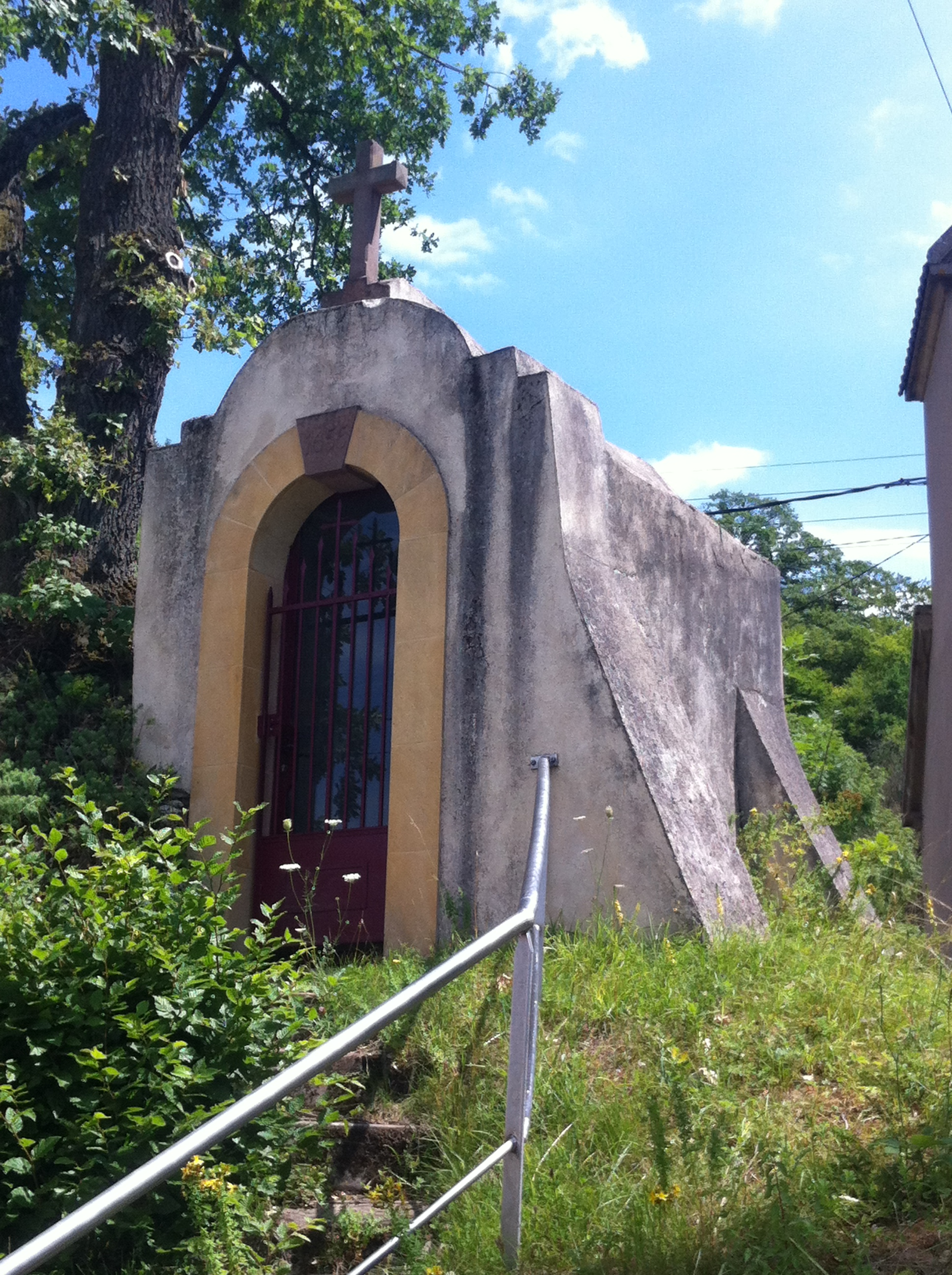
La chapelle

### Personnalités liées à la commune
- Pierre Richard (1802-1879), artiste précurseur de l'art brut, a habité la commune de sa naissance à 1830.

### Héraldique
| Blason de Kédange-sur-Canner | Blason  |  |
| Blason de Kédange-sur-Canner | Détails |  |

## Pour approfondir